# L. J. Smith
Lisa Jane Smith (Fort Lauderdale, Flórida, 4 de setembro de 1965 — Danville, Califórnia, 8 de março de 2025), mais conhecida pela abreviação L. J. Smith, foi uma escritora americana que vivia na Califórnia. Seus livros de literatura jovem/adulta que combinam uma infinidade de gêneros, incluindo o horror, ficção científica, fantasia e romance.
Sua série de livros mais famosa é The Vampire Diaries, que foi transformada em uma série televisiva pela The CW Television Network e vendeu milhões de exemplares no mundo. A série de livros foi lançada no Brasil pela editora Galera Record.

## Vida literária
Os livros de Lisa são caracteristicamente habitados por pessoas de rara beleza, humanas e sobrenaturais; a maioria deles jovens, ou pelo menos parecem jovens. Geralmente, há um claro/escuro, o conflito entre o bom/mau, que giram em torno de um personagem central e ambíguo que, apesar de tentar seduzir a personagem principal à escuridão, acaba sendo o próprio renascer na luz e assim se tornar um herói. Às vezes, essa situação é invertida, havendo uma variação sobre o tema. Na série Night World, o conflito escuro/luz é institucionalizado em uma realidade-alternativa de conspiração.
Depois de um hiato de quase 10 anos de escrita, L. J. Smith, que havia parado de escrever em 1998, anunciou que uma nova trilogia The Vampire Diaries estava em obras, sendo esta chamada de The Vampire Diaries: The Return, bem como o décimo volume, Strange Fate, para celebrar a sua outra série chamada Night World. The Vampire Diaries foi reeditada a partir de 2007; a trilogia The Secret Circle e Night World em 2008/2009. The Night of the Solstice e Heart of Valor também foram reeditados em 2008. A primeira parte de sua nova trilogia intitulada Diários do Vampiro: O Retorno: Anoitecer foi publicada em 10 de fevereiro de 2009.
O segundo livro, Diários do Vampiro: O Retorno: Almas Sombrias, chegou as lojas americanas em 16 de março de 2010. O terceiro livro Diários do Vampiro: O Retorno: Meia-noite foi publicado em 2012.
Outra série de livros de Lisa começou a ser publicada no Brasil, a série Mundo das Sombras. Já se encontram disponíveis os dois primeiros volumes: Vampiro Secreto em 2011 e Filhas da Escuridão em 2012.

## Obras

### Wildworld
1. The Night of the Solstice (1987)
2. Heart of Valor (1990)
3. Mirrors of Heaven (TBA)

### Diários do Vampiro
1. O Despertar (1991)
2. O Confronto (1991)
3. A Fúria (1991)
4. Reunião Sombria (1992)

### Diários do Vampiro: O Retorno
1. Anoitecer (2009)
2. Almas Sombrias (2010)
3. Meia-Noite (2011) (Último escrito por L.J. Smith)

### Diários do Vampiro: Os Caçadores
1. Espectro (2011) (Escrito por um ghostwriter)
2. Canção da Lua (2012) (Escrito por um ghostwriter)
3. Destino (2012) (Escrito por um ghostwriter)

### Diários do Vampiro: A Salvação
1. Unseen (2013) (Escrito por Aubrey Clark)
2. Unspoken (2013) (Escrito por Aubrey Clark)
3. Unmasked (2014) (Escrito por Aubrey Clark)

#### Histórias Curtas
Publicadas no site oficial de L.J. Smith
- Matt and Elena – First Date (2010)
- Matt and Elena – Tenth Date: On Wickery Pond (2010)
- Bonnie and Damon: After Hours (2011)
- An Untold Tale: Blood Will Tell (2010)
- An Untold Tale: Elena's Christmas (2010)

### O Círculo Secreto
1. A Iniciação (1992)
2. A Prisioneira (1992)
3. O Poder (1992)
4. A Ruptura (2012) (Escrito por Aubrey Clark)
5. A Caçada (2012) (Escrito por Aubrey Clark)
6. A Tentação (2013) (Escrito por Aubrey Clark)

### The Forbidden Game
1. The Hunter (1994)
2. The Chase (1994)
3. The Kill (1994)
4. Rematch (TBA)

### Dark Visions
1. The Strange Power (1994)
2. The Possessed (1995)
3. The Passion (1995)
4. Blindsight (TBA)

### Mundo das Sombras
1. Vampiro Secreto (1996)
2. Filhas da Escuridão (1996)
3. Submissão Mortal (1996)
4. Dark Angel (1996)
5. The Chosen (1997)
6. Soulmate (1997)
7. Huntress (1997)
8. Black Dawn (1997)
9. Witchlight (1997)
10. Strange Fate (1998)

#### Histórias Curtas
Publicadas no site oficial de L.J. Smith
- Thicker Than Water – Featuring Keller, Rashel, Galen and Quinn
- Ash and Mary-Lynnette: Those Who Favor Fire
- Jez and Morgead's Night Out

### Diários de Stefan
Todos os livros foram escritos por Aubrey Clark
1. Origens (2010)
2. Sede de Sangue (2011)
3. Desejo (2011)
4. Estripador (2011)
5. Asilo (2012)
6. The Compelled (2012)

### Romances
1. Eternity: A Vampire Love Story (TBA)
2. The Last Lullaby (TBA)

## Morte
Lisa morreu no dia 8 de março de 2025 aos 59 anos, porém esta informação foi divulgada apenas no dia 25 de março de 2025, vítima de uma doença não revelada.